# Prix spécial du jury du Festival d'Angoulême
Le prix spécial du jury est l'un des prix (« Fauve d'Angoulême ») remis lors du Festival international de la bande dessinée d'Angoulême. Il récompense un album méritant d'être distingué mais n'entrant dans aucune des autres catégories de prix. Il est décerné depuis 2010.

## Liste des lauréats
| Année | Titre                                                  | Auteur                                      | Pays          | Maison d'édition |
| ----- | ------------------------------------------------------ | ------------------------------------------- | ------------- | ---------------- |
| 2010  | Dungeon Quest                                          | Joe Daly                                    |               | L'Association    |
| 2011  | Asterios Polyp                                         | David Mazzucchelli                          |               | Casterman        |
| 2012  | Frank et le Congrès des Bêtes                          | Jim Woodring                                | L'Association |                  |
| 2013  | Le Nao de Brown                                        | Glyn Dillon                                 |               | Akileos          |
| 2014  | La Propriété                                           | Rutu Modan                                  |               | Actes Sud BD     |
| 2015  | Building Stories                                       | Chris Ware                                  |               | Delcourt         |
| 2016  | Carnet de santé foireuse                               | Pozla                                       |               | Delcourt         |
| 2017  | Ce qu'il faut de terre à l'homme                       | Martin Veyron                               | Dargaud       |                  |
| 2018  | Les Amours suspendues                                  | Marion Fayolle                              | Magnani       |                  |
| 2019  | Les Rigoles                                            | Brecht Evens                                |               | Actes Sud        |
| 2020  | Clyde Fans                                             | Seth                                        |               | Delcourt         |
| 2021  | Dragman                                                | Steven Appleby                              |               | Denoël Graphic   |
| 2022  | Des Vivants                                            | Raphaël Meltz, Louise Moaty & Simon Roussin |               | Éditions 2024    |
| 2023  | Animan                                                 | Anouk Ricard                                |               | Exemplaire       |
| 2024  | Hanbok                                                 | Sophie Darcq                                |               | L'Apocalypse     |
| 2025  | En Territoire ennemi                                   | Carole Lobel                                |               | L'Association    |
| 2025  | Les Météores, Histoires de ceux qui ne font que passer | Tommy Redolfi & Jean-Christophe Deveney     |               | Delcourt         |